# Duncan (Arizona)
Duncan ist ein Dorf im Greenlee County im Osten des US-Bundesstaats Arizona.
Es liegt nahe der Grenze zu New Mexico. Das U.S. Census Bureau hat bei der Volkszählung 2020 eine Einwohnerzahl von 694 auf einer Fläche von 6,6 km² ermittelt. Die Bevölkerungsdichte liegt bei 105 Einwohnern je km².

## Verkehr
Duncan befindet sich in der Nähe des Knotenpunktes zwischen dem U.S. Highway 70 und der Arizona State Route 75.